# Yannick Eckmann
Yannick Eckmann (né le 30 novembre 1993 à Phoenix) est un coureur cycliste américain et spécialiste du cyclo-cross.

## Palmarès en cyclo-cross
- 2008-2009
  - 2e du championnat des États-Unis de cyclo-cross cadets
- 2009-2010
  - Mercer Cup 1, West Windsor
  - Mercer Cup 2, West Windsor
  - 2e du championnat d'Allemagne de cyclo-cross cadets
- 2010-2011
  - Granogue Cross 1 juniors, Wilmington
  - Granogue Cross 2 juniors, Wilmington
  - USGP of Cyclocross #5 - Mercer Cup 1 juniors, Fort Collins
  - USGP of Cyclocross #6 - Mercer Cup 2 juniors, Fort Collins
  - Portland Cup 1 juniors, Portland
  - Portland Cup 2 juniors, Portland
  - 2e du championnat d'Allemagne de cyclo-cross juniors
- 2011-2012
  - 3e du championnat d'Allemagne de cyclo-cross espoirs
- 2012-2013
  -  Champion des États-Unis de cyclo-cross espoirs
- 2013-2014
  - 2e du championnat des États-Unis de cyclo-cross espoirs
- 2014-2015
  - 2e du championnat des États-Unis de cyclo-cross espoirs
- 2016-2017
  - US Open of Cyclocross #1, Boulder City
  - US Open of Cyclocross #2, Boulder City

## Palmarès sur route
- 2009
  -  Champion des États-Unis du contre-la-montre cadets
  - 2e du championnat des États-Unis sur route cadets

## Classements mondiaux
| Année                                 | 2014 |
| ------------------------------------- | ---- |
| UCI Europe Tour                       | 978e |
|                                       |      |
| Légende : nc = non classéSource : UCI |      |